# Attentat de 2009 à Majorque
L'attentat de 2009 à Majorque est une attaque à la voiture piégée, commise par l'ETA, qui s'est produite le 30 juillet 2009 dans la station balnéaire de Palmanova (commune de Calvià, à quelques kilomètres à l'ouest de la capitale de l'île, Palma). Deux gardes civils, Salva Lezaun Diego et Carlos Sáenz, ont été tués dans cet attentat.

## Les faits
C'est le deuxième attentat sur le territoire espagnol en deux jours, après un incident similaire contre une caserne de la garde civile à Burgos, en Castille-et-León. Cette attaque n'avait fait aucun mort mais avait blessé soixante-quatre personnes.
La garde civile a immédiatement fermé les accès à l'île de Majorque. L'aéroport ainsi que tous les ports ont été fermés afin que les auteurs de l'attentat ne s'échappent pas. Des postes de contrôle ont ainsi été ouverts à cette occasion.
Peu de temps avant, une bombe avait déjà été retrouvée intacte sous un autre véhicule de la garde civile près de l'ancienne caserne de Miquel del Sants Oliver.
Le gouvernement espagnol a émis un avertissement aux touristes, pour les séjours à Palma et dans ses environs, jugeant probables d'autres attentats. Le 9 août, quatre bombes ont explosé dans des restaurants et des magasins, ne causant pas de blessés.

## Réactions
Alfredo Pérez Rubalcaba, ministre de l'Intérieur espagnol a déclaré : « Nous avons toujours su que l'ETA sont des assassins et des sauvages… Cela ne les rend pas plus fort, mais en fait sans aucun doute les plus dangereux. » Le gouvernement espagnol a publié des photos de six membres de l'ETA qui seraient responsables de l'attaque.
Les criminels concernés se sont enfuis.